# Dél-Amerika vasúti közlekedése
Dél-Amerikában a vasúthálózat ritka, sűrűsége alacsony és egyenetlen. A kontinensen körülbelül 100 000 km hosszú a  vasút, amelyek elsősorban a tengerparti sávon található, míg a belső területekről nagyrészt hiányzik. Csak két kontinentális vasút van.
Két területen sűrű a vasúthálózat: Argentínában több mint 45 000 km, valamint Brazília délkeleti részén, elsősorban São Paulo és Rio de Janeiro körül.